# ما هیچ، ما نگاه
ما هیچ، ما نگاه نام هشتمین و آخرین کتاب از هشت کتاب (مجموعه اشعار) سهراب سپهری است.

## فهرست اشعار
کتاب «ما هیچ، ما نگاه» شامل اشعار زیر است (به ترتیبی که در کتاب آمده‌است):
1. ای شور، ای قدیم
2. نزدیک دورها
3. وقت لطیف شن
4. اکنون هبوط رنگ
5. از آبها به بعد
6. هم سطر، هم سپید
7. اینجا پرنده بود
8. متن قدیم شب
9. بی روزها عروسک
10. چشمان یک عبور[۱]
11. تنهای منظره
12. سمت خیال دوست
13. اینجا همیشه تیه
14. تا انتها حضور